# Енна

Енна (італ. Enna, сиц. Castrugiuvanni) — муніципалітет в Італії, у регіоні Сицилія, столиця провінції Енна.
Енна розташована на відстані близько 510 км на південь від Рима, 105 км на південний схід від Палермо.
Населення — 28 219 осіб (2014).

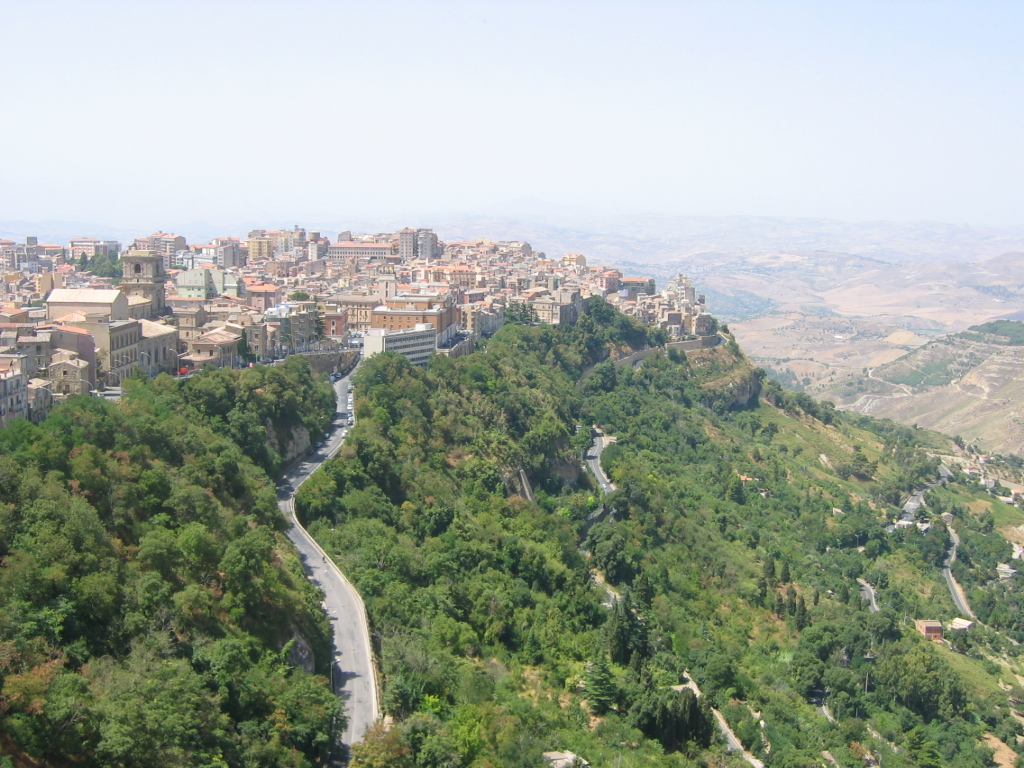

Щорічний фестиваль відбувається 2 липня. Покровитель — Santa Maria della Visitazione.

## Історія
Археологічні розкопки виявили артефакти, що датуються 14 століттям до нашої ери, що підтверджує присутність людей на цій території з часів неоліту.
Під час Другої Пунічної війни, коли Марцелл брав участь в облозі Сіракуз (214 р. до н.е.), Енна стала ареною страшної різанини. Кілька сицилійських міст зрадили Рим, що стривожило Пінарія, губернатора Енни. Щоб запобігти будь-якій зраді, він використав римський гарнізон для вбивства громадян, яких зібрав у театрі. Солдатам було дозволено грабувати місто.

## Демографія
Населення за роками:

Станом на 1 січня 2023 року в муніципалітеті офіційно проживав 731 іноземець з 51 країни, серед них 264 громадяни країн Євросоюзу та 3 громадяни України.

## Сусідні муніципалітети
- Аджира
- Айдоне
- Ассоро
- Калашибетта
- Кальтаніссетта
- Ганджі
- Леонфорте
- Ніссорія
- П'яцца-Армерина
- П'єтраперція
- Санта-Катерина-Віллармоза
- Вальгуарнера-Каропепе
- Віллароза

## Галерея зображень

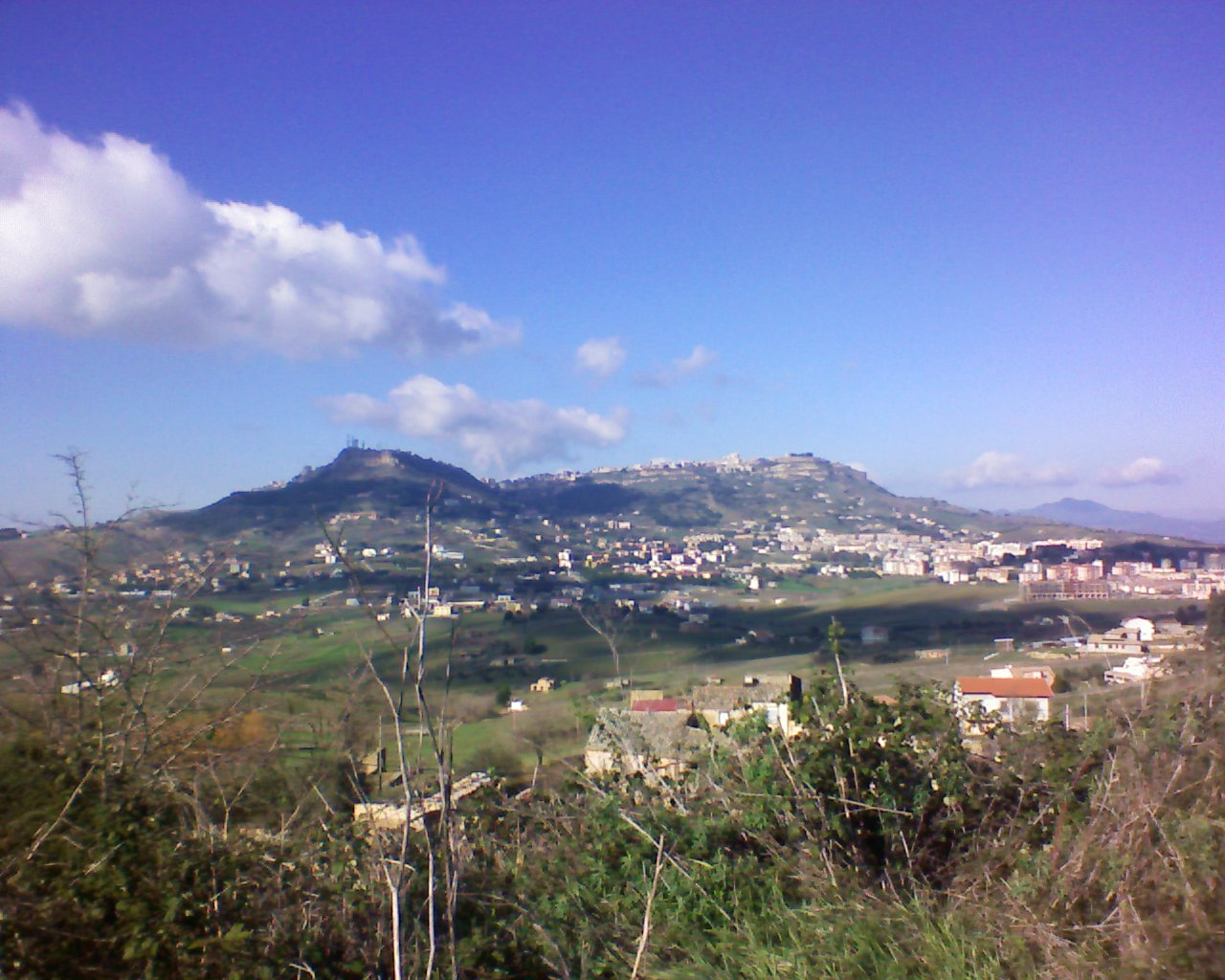
Veduta d'insieme, con Enna Bassa ai piedi della città alta
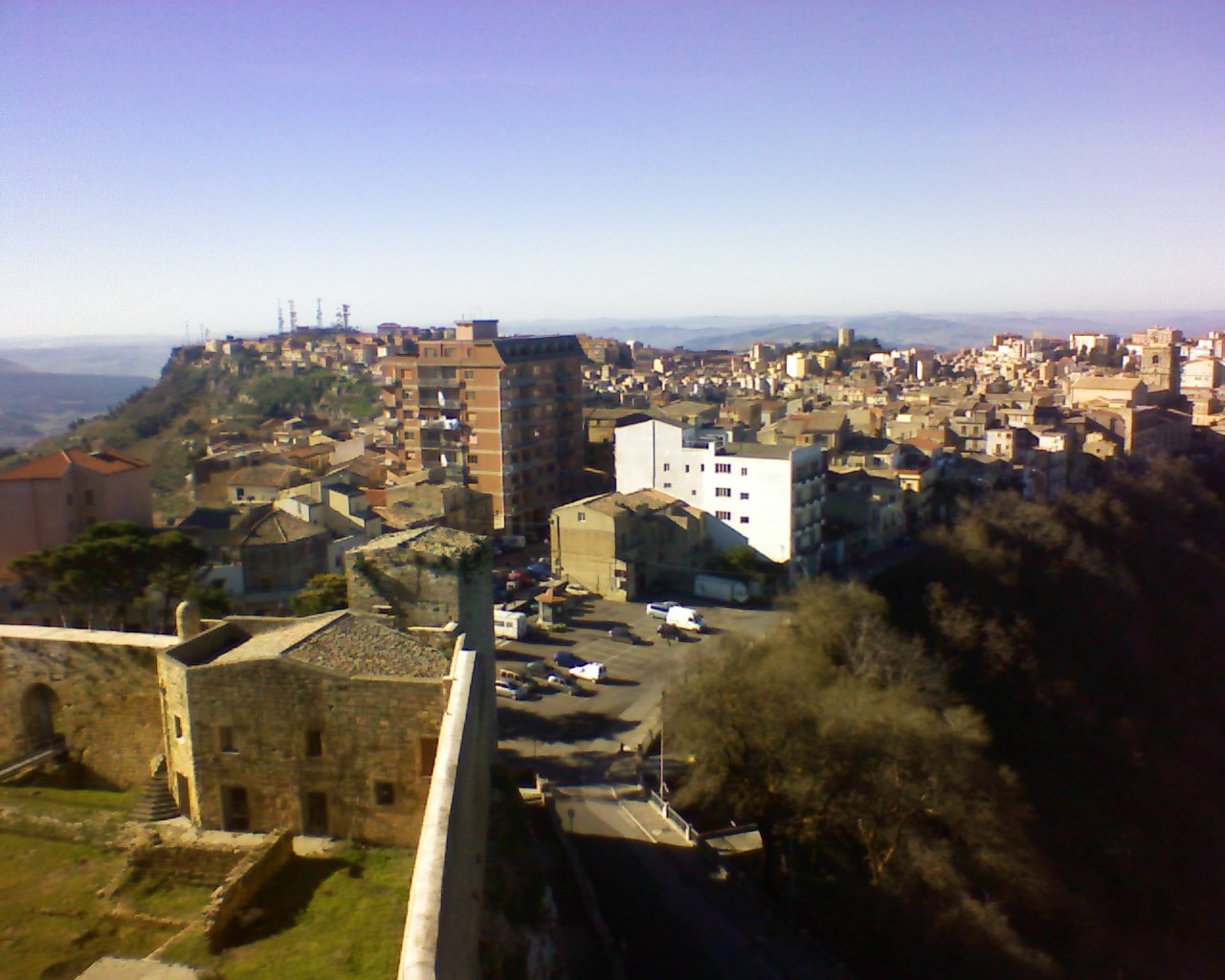
Вид на місто згори від замку
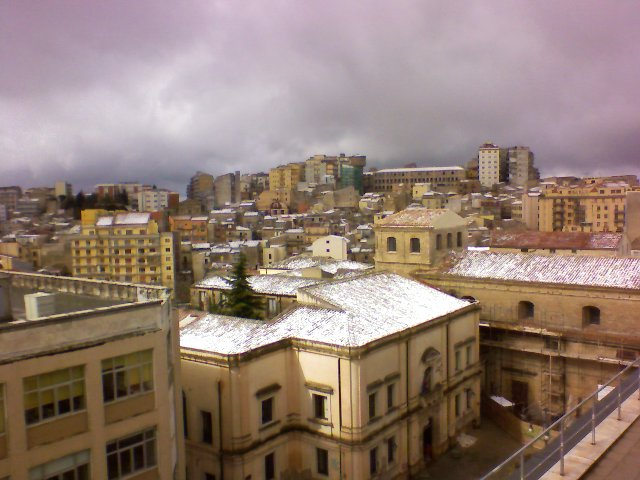
Засніжене місто
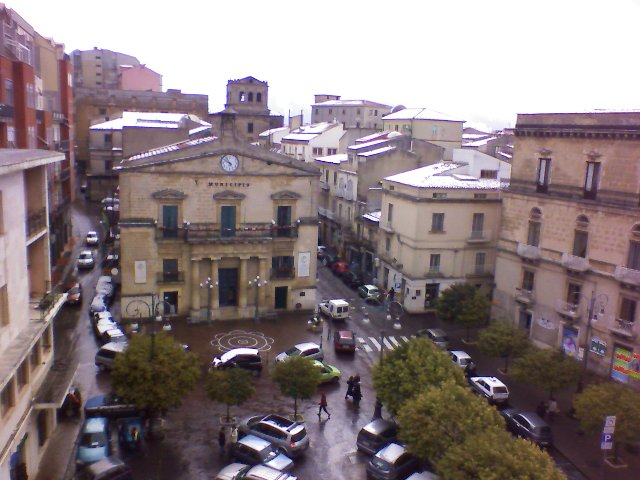
Засніжене місто
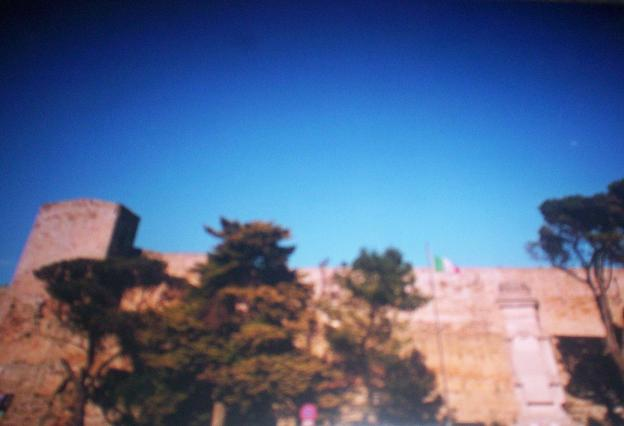
Ломбардійський замок
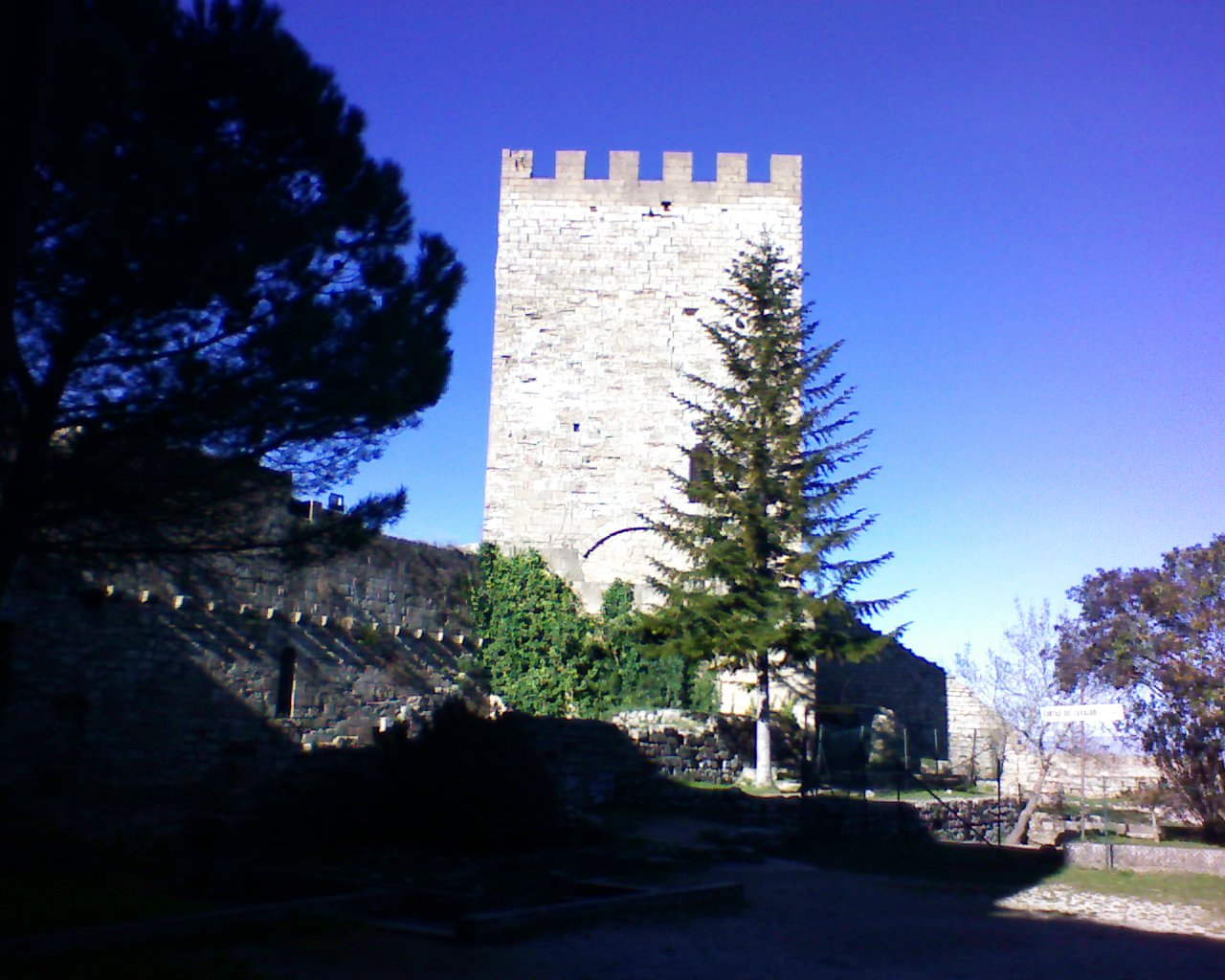
Пізанська вежа
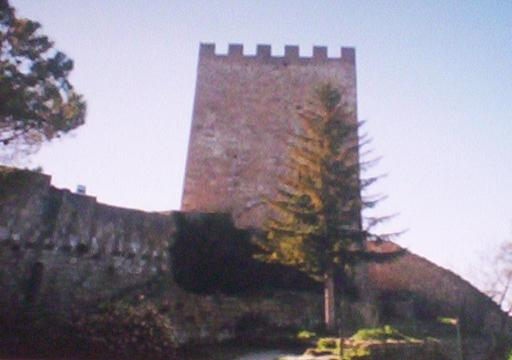
Пізанська вежа
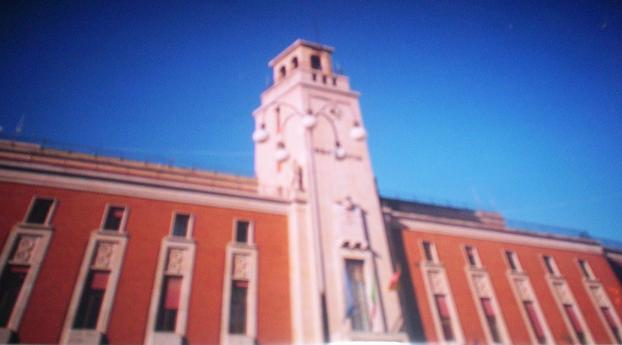
Урядовий палац
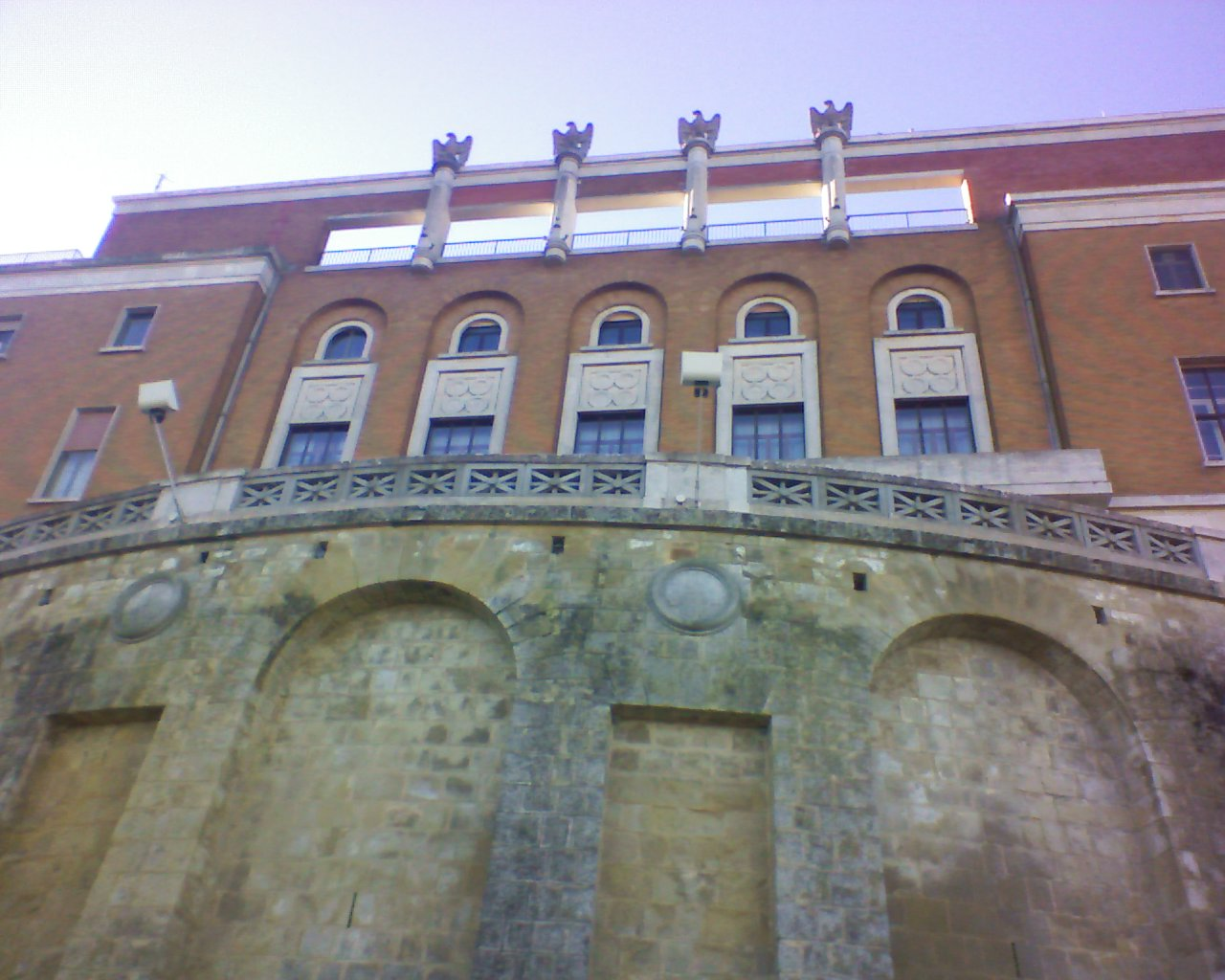
Урядовий палац
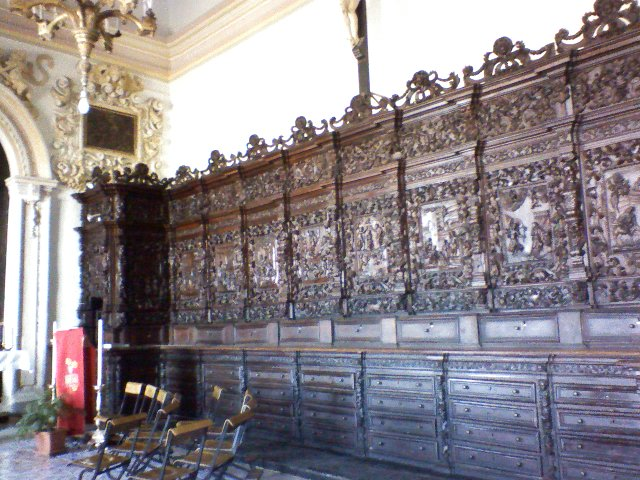
Різьблені дерев'яні меблі в Соборі Енни